# The Men Who Stare at Goats
The Men Who Stare at Goats (br: Os Homens que Encaravam Cabras / pt: Homens Que Matam Cabras só com o Olhar) é um filme de comédia americano-britânico lançado em 2009. O filme foi dirigido por Grant Heslov e escrito por Peter Straughan, baseado em romance homônimo de Jon Ronson, sobre um relato da investigação de Ronson e John Sergeant em tentativas por parte das forças militares dos EUA de usar poderes psíquicos.

## História
Bob Wilton (Ewan McGregor) é um jornalista americano que foi abandonado por sua esposa, Debora (Rebecca Mader). Para se recuperar do divórcio, ele aceita a tarefa de cobrir a (Guerra do Iraque) em 2003. Bob permanece em um hotel no Kuwait pois não consegue autorização para entrar no Iraque.
Um dia, no bar do hotel, Bob conhece Lyn Cassady (George Clooney), que lhe diz ser um vendedor. Ao saber seu nome, Bob logo se lembra de uma entrevista que fez, meses antes, com Gus Lacey (Stephen Root). Gus dizia que recebera treinamento psíquico no exército americano (num grupo apelidado de Exército da Terra Nova, comandado pelo brigadeiro Bill Django (Jeff Bridges) e apoiado pelo general Hopgood, preocupado com os avanços dos soviéticos nessa área) e que Lyn era um dos soldados paranormais (apelidados de Jedi) mais poderosos, pois conseguia matar animais apenas com o poder da mente, bastando encará-los.
Lyn confirma a história de Lacey e revela que na verdade está no Kuwait em uma missão secreta e precisa entrar escondido no Iraque. Animado com o furo, Bob quer ir junto mas só convence Lyn a levá-lo quando ele vê um desenho do Olho da Providência feito pelo repórter (Lyn tem uma tatuagem igual no corpo e explica que é simbolo da paranormalidade e que Bob pode ter inatas tais capacidades).
É o início de uma trajetória que fará com que Bob conheça melhor o Exército de Terra Nova e os poderes de seus integrantes, além de a si mesmo.

## Elenco
- George Clooney como Lyn Cassady
- Ewan McGregor como Bob Wilton
- Jeff Bridges como Bill Django
- Kevin Spacey como Larry Hooper
- Robert Patrick como Todd Nixon
- Stephen Lang como General Hopgood
- Stephen Root como Gus Lacey
- Rebecca Mader como Debora Wilton

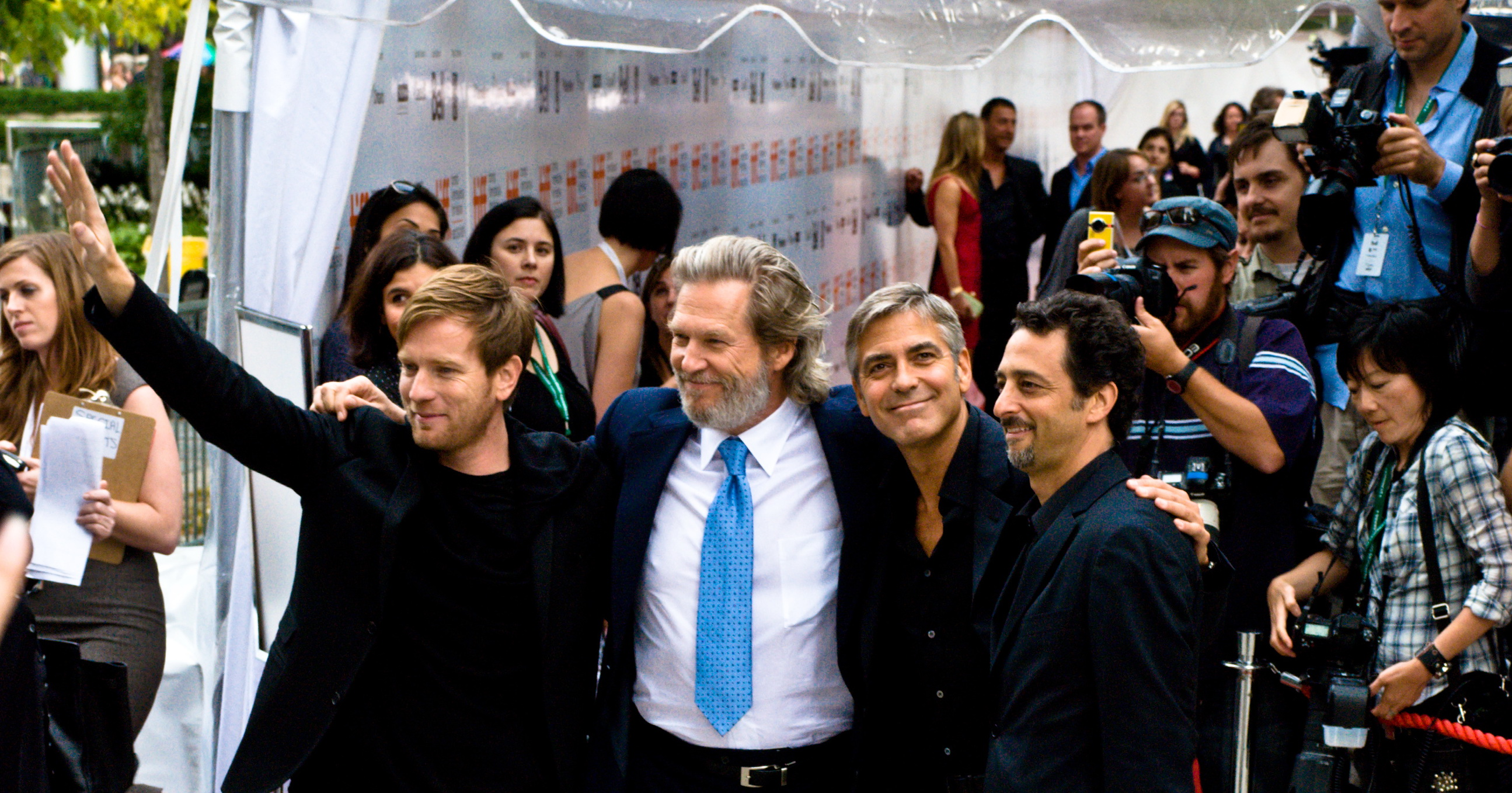
Da esquerda para a direita: Ewan McGregor, Jeff Bridges, George Clooney, e Grant Heslov no Festival de Cinema de Toronto.

- Glenn Morshower como Major Jim Holtz
- Waleed Zuaiter como Mahmud Dash

## Recepção
No site agregador de críticas Rotten Tomatoes, 52% das 205 resenhas dos críticos são positivas. O consenso diz que "é um vislumbre principalmente divertido; ridículo de homens em guerra, alguns podem achar sua sátira e humor negro menos nervoso".